# 대한민국 상법 제417조
대한민국 상법 제417조는 액면미달의 발행에 대한 상법 회사법의 조문이다.

## 조문
제417조 (액면미달의 발행) (1) 회사가 성립한 날로부터 2년을 경과한 후에 주식을 발행하는 경우에는 회사는 제434조의 규정에 의한 주주총회의 결의와 법원의 인가를 얻어서 주식을 액면미달의 가액으로 발행할 수 있다.

(2) 전항의 주주총회의 결의에서는 주식의 최저발행가액을 정하여야 한다.

(3) 법원은 회사의 현황과 제반사정을 참작하여 최저발행가액을 변경하여 인가할 수 있다. 이 경우에 법원은 회사의 재산상태 기타 필요한 사항을 조사하게 하기 위하여 검사인을 선임할 수 있다.

(4) 제1항의 주식은 법원의 인가를 얻은 날로부터 1월내에 발행하여야 한다. 법원은 이 기간을 연장하여 인가할 수 있다.

## 판례
신주인수의 법률상 성질이 상법상으로는 사원관계의 발생을 목적으로 하는 입사계약으로 인정되고, 상법 제417조의 규정에 의하여 신주의 액면미달 발행이 엄격하게 제한되어 신주를 인수하고자 할 때에 그 액면 가액대로 인수할 수밖에 없다고 할지라도, 세무회계상 타법인 발행의 신주인수는 투자자산의 매입에 해당하므로 신주발행 당시 발행회사의 자산상태 등의 평가에 의한 신주의 정당한 평가가액과 신주인수가액과의 차액을 비교하여 부당행위부인의 대상이 되는 고가매입 여부를 따져 보아야 한다